# Magdalena Pak Pong-son
Magdalena Pak Pong-son (ko. 박봉손 막달레나) (ur. 1796 w Seulu, zm. 26 września 1839 tamże) – koreańska męczennica, święta Kościoła katolickiego.
Urodziła się w rodzinie pogańskiej, w wieku 15 lat wyszła za poganina. Miała dwie córki. Po śmierci męża wróciła do rodzinnego domu w Seulu. Jej macocha Cecylia Kim spowodowała jej nawrócenie na katolicyzm w 1834 r. W czasie prześladowań została aresztowana i torturowana, żeby wyrzekła się wiary. Ścięto ją w Seulu w miejscu straceń za Małą Zachodnią Bramą 26 września 1839 r. razem z 8 innymi katolikami (Magdaleną Hŏ Kye-im, Sebastianem Nam I-gwan, Julią Kim, Agatą Chŏn Kyŏng-hyŏb, Karolem Cho Shin-ch’ŏl, Ignacym Kim Che-jun, Perpetuą Hong Kŭm-ju i Kolumbą Kim Hyo-im).
Dzień jej wspomnienia przypada 20 września (w grupie 103 męczenników koreańskich).
Beatyfikowana 5 lipca 1925 r. przez Piusa XI, kanonizowana 6 maja 1984 r. przez Jana Pawła II w grupie 103 męczenników koreańskich.